# Jessica Pilz
Jessica Pilz (Haag, 22 novembre 1996) è un'arrampicatrice austriaca.
Pratica le competizioni di difficoltà, boulder, velocità, e raramente l'arrampicata in falesia.

## Biografia
Pilz ha iniziato a praticare l'arrampicata frequentando all'età di otto anni un corso estivo durante le vacanze scolastiche. Nel 2011 comincia ad ottenere i suoi primi successi internazionali vincendo i Campionati del mondo giovanili di difficoltà. Nel 2015 vince la medaglia di bronzo ai Campionati europei di difficoltà, confermandosi al terzo posto nell'edizione successiva disputata due anni più tardi. Ai Giochi mondiali di Breslavia 2017 raggiunge il quinto posto nella stessa specialità. 
Nel 2018 si laurea campionessa mondiale di difficoltà grazie a undici secondi di differenza nei confronti della campionessa uscente Janja Garnbret, dopo essere giunte entrambe al top; inoltre, negli stessi campionati svolti a Innsbruck, guadagna pure un bronzo nella combinata. Con il decimo posto conseguito ai Campionati del mondo di combinata del 2019 ottiene la qualificazione alle Olimpiadi di Tokyo 2020. Nella gara olimpica, si qualifica con il 6º posto alla finale, dove termina al 7º posto.
Alle Olimpiadi di Parigi 2024, ottiene la medaglia di bronzo nella specialità che unisce boulder e lead con 147.4 punti, alle spalle di Garnbret e Raboutou.

## Palmarès

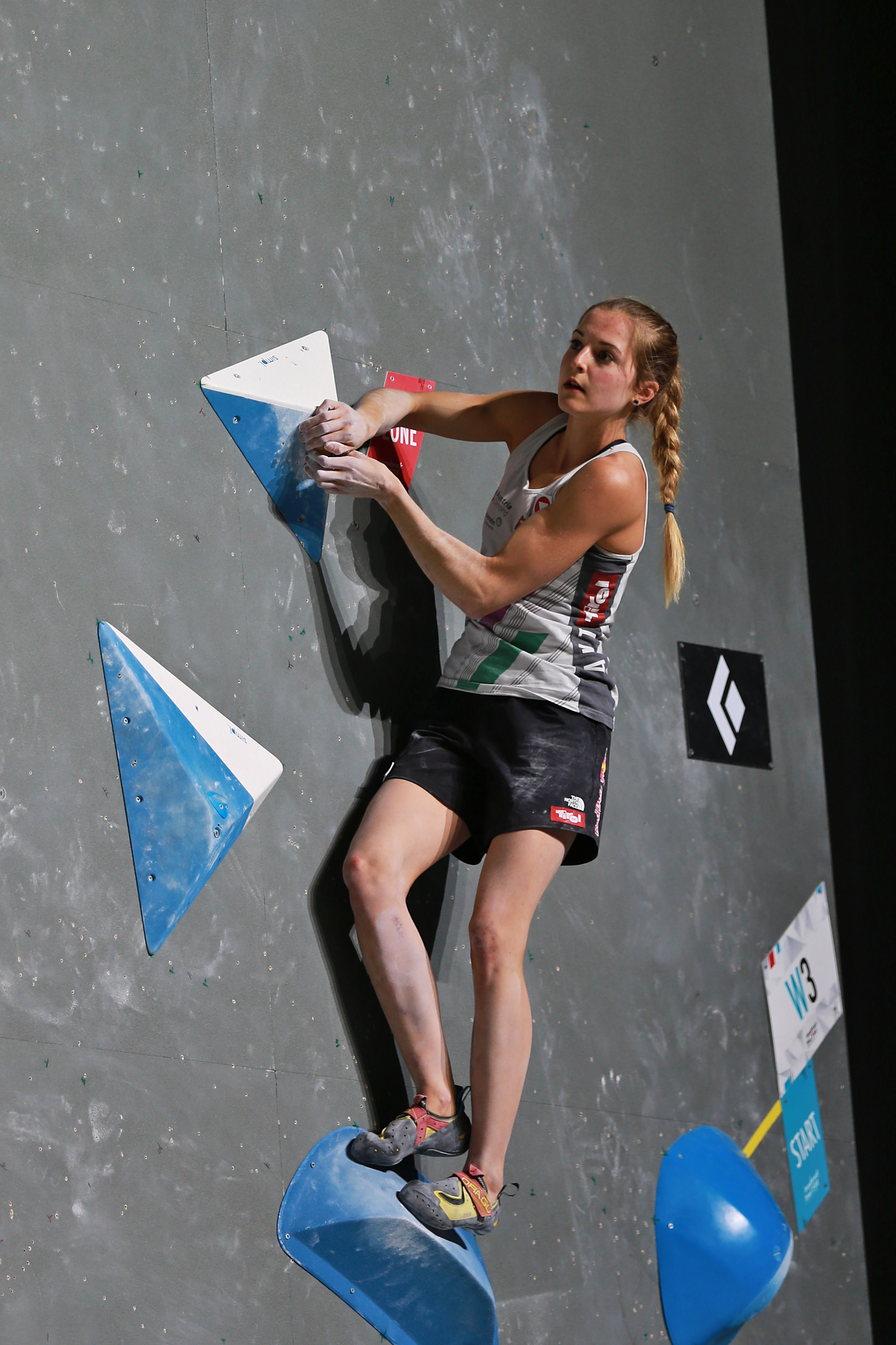
Jessica Pilz durante la finale di boulder ai Campionati del mondo del 2018

### Coppa del mondo
|            | 2012 | 2013 | 2014 | 2015 | 2016 | 2017 | 2018 | 2019 |
| ---------- | ---- | ---- | ---- | ---- | ---- | ---- | ---- | ---- |
| Difficoltà | 33   | 19   | 13   | 3    | 9    | 4    | 2    | 10   |
| Boulder    |      |      |      |      | 25   | 58   | 11   | 5    |
| Velocità   |      |      |      |      |      | 57   | 63   | 61   |
| Combinata  |      |      |      |      | 3    | 10   | 4    |      |

### Campionato del mondo
|            | 2016 | 2018 | 2019 |
| ---------- | ---- | ---- | ---- |
| Difficoltà | 5    | 1    | 6    |
| Boulder    |      | 4    | 33   |
| Velocità   |      | 59   | 43   |
| Combinata  |      | 3    | 10   |

### Campionato europeo
|            | 2013 | 2015 | 2017 | 2019 |
| ---------- | ---- | ---- | ---- | ---- |
| Difficoltà | 11   | 3    | 3    | 5    |
| Boulder    |      | 5    | 12   |      |
| Velocità   |      | 31   | 41   |      |

## Statistiche

### Podi in Coppa del mondo lead
| Stagione | 1º | 2º | 3º | Podi totali |
| -------- | -- | -- | -- | ----------- |
| 2014     |    |    | 1  | 1           |
| 2015     |    | 3  | 3  | 6           |
| 2016     |    | 1  |    | 1           |
| 2017     |    | 1  |    | 1           |
| 2018     | 2  | 3  | 1  | 6           |
| 2019     |    | 1  | 1  | 2           |
| Totale   | 2  | 9  | 6  | 17          |

### Podi in Coppa del mondo boulder
| Stagione | 1º | 2º | 3º | Podi totali |
| -------- | -- | -- | -- | ----------- |
| 2019     |    |    | 1  | 1           |
| Totale   |    |    | 1  | 1           |

## Falesia

### Lavorato
- 8c+/5.14c:
  - Mind Control - Oliana (ESP) - 28 dicembre 2015[4]
  - Joe Blau - Oliana (ESP) - 31 dicembre 2015[4]